# Avenida Van Siclen (línea de la Calle Fulton)
La  Avenida Van Siclen es una estación en la línea de la Calle Fulton del Metro de Nueva York de la división B del Independent Subway System. La estación se encuentra localizada en East New York, Brooklyn entre la Avenida Van Siclen y la Avenida Pitkin. La estación es servida en varios horarios por los trenes del Servicio  y .